# Isabel Villaseñor
Isabel «Chabela» Villaseñor (Guadalajara, 18 de maig de 1909 - Ciutat de Mèxic, 13 de març de 1953) va ser una escultora i pintora mexicana. Villaseñor va ser alumna d'escultura durant el període comprès entre 1928 i 1930, al Centre Popular de Pintura "Santiago Rebull" a la Ciutat de Mèxic, sota la tutela de Gabriel Fernández Ledesma. Un any més tard va pintar a Hidalgo un mural i el mateix any a la Biblioteca Nacional de Mèxic i a la Universitat Nacional Autònoma de Mèxic, juntament amb el grup d'artistes revolucionaris "30-30". Les seves escultures estan fetes de metall i fusta. La mort del seu fill el 1934 també es va reflectir en la seva obra. Més tard va donar a llum a una filla anomenada Olinca. Villaseñor va morir d'un atac al cor.